# Doljani (Daruvar)
Doljani is een plaats in de gemeente Daruvar in de Kroatische provincie Bjelovar-Bilogora. De plaats telt 834 inwoners (2001).